# 布魯斯·麥吉爾
布魯斯·崔維斯·麥吉爾（英語：Bruce Travis McGill，1950年7月11日—），美國男演員，知名於與麥可·曼恩合作的電影《驚爆內幕》（1999年）、《威爾·史密斯之叱吒風雲》（2001年）及《落日殺神》（2004年）。其他知名作品如《動物屋》（1978年）、《智勇急轉彎》（1992年）、《時空特警》（1994年）、《情人眼裡出西施》（2001年）、《恐懼的總和》（2002年）、《林肯》（2012年）、《龍兄唬弟》（2014年）與《龍兄唬弟2》（2016年）。
電視知名演出如《百戰天龍》（1985年至1992年）的賈大頓（Jack Dalton），以及《妙女神探》（2010年至2016年）的文斯·科薩克警探（Det. Vince Korsak）。他在2001年電視電影《智勇急轉彎》中飾演棒球捕手棒壇雙雄。

## 早期生活
布魯斯·麥吉爾1950年7月11日生於德克薩斯州圣安东尼奥，藝術家愛德莉兒·羅斯（Adriel Rose，娘家姓雅各布斯）和房地產和保險代理人伍德羅·威爾森·麥吉爾（Woodrow Wilson McGill）之子。他畢業於聖安東尼奧東北部的道格拉斯·麥克阿瑟高中和德克薩斯大學奧斯汀分校，獲得戲劇學位。麥吉爾與前德克薩斯州參議員A·R·施瓦茨有親戚關係。

## 外部連結
- 布魯斯·麥吉爾在互联网电影资料库（IMDb）上的資料（英文）
- Bruce McGill at MacGyver Online